# Batalla de l'Ordal
La batalla d'Ordal va ser un episodi militar de la Guerra del Francès.

## Antecedents
Després de la capitulació de València el 9 de gener de 1812, l'exèrcit francès es va aturar per la malaltia del mariscal Louis Gabriel Suchet, i la retirada de tropes per la invasió de Rússia de Napoleó va impedir conquestes addicionals. Suchet es va mantenir força tranquil aquell any i el 21 de juliol de 1812, el general de divisió Jean Isidore Harispe, va derrotar l'exèrcit espanyol del general José O'Donnell a la batalla de Castalla, fent que Thomas Maitland abandonés la seva invasió amfíbia de Catalunya i desembarqués el seu petit exèrcit aliat a Alacant, controlat pels espanyols. Aquell estiu i tardor, Arthur Wellesley va derrotar els francesos a la batalla dels Arapiles, va capturar Madrid, i es va retirar de nou a Portugal després del setge de Burgos. Durant aquests fets importants, Suchet i Maitland van romandre majoritàriament inactius.
El juliol de 1812 Bentinck va arribar amb 10.000 homes a Alacant al comandament d'una força mixta de tropes britàniques, alemanyes i calabreses, per evitar l'avanç francès. Amb el triomf de Wellington a la batalla de Vitòria, les posicions de Suchet a València i Aragó no es podien sostenir i va retirar les tropes, que va concentrar a prop de Barcelona, deixant guarnicions a Denia (120 homes), Sagunt (1.200), Peníscola (500), Morella (120) i Tortosa (5.500), i a Mequinensa (400 homes) i Montsó, seguits per l'exèrcit de William Bentinck de 28.000 espanyols, britànics, alemanys i italians.
Per defensar la retirada, Decaen planejà un atac contra Vic, quarter general de l'exèrcit patriota. Mentre ell s'encaminava des del Vallès, ordenà al general Lamarque que s'hi encaminés des d'Olot. El punt de trobada havia de ser el poble de l'Esquirol. Decaen no va comparèixer i Lamarque i les seves tropes es lliuraren per poc de ser aniquilades a la batalla de l'Esquirol i al combat de la Salut. Suchet va decidir atacar a la guàrdia avançada de Frederick Adam a prop de l'Ordal amb 12.000 soldats mentre que els 7.000 homes de Charles Mathieu Isidore Decaen avançaven del nord-est. Finalment, el 13 d'agost, el general Suchet es va retirar de Tarragona.
El 12 de setembre, al pas d'Ordal, fou derrotat pel mariscal francès i obligat a retirar-se. Es va posar en dubte la seva estratègia en aquesta ocasió; però Napier, tot i que li atribueix alguns errors, com ara un retard en el reforç del seu general de brigadier, Adam, afirma que la posició que va assumir Bentinck era molt bona i exerceix una part més gran de la responsabilitat de la derrota sobre els arranjaments defectuosos d'Adam. El 22 de setembre, Bentinck, amb la sanció de Lord Wellington, reembarcat amb les tropes sota el seu comandament per Sicília, va influir, en part, per aprehensions d'una invasió d'aquella illa per part de Murat,

## Batalla
El setembre de 1813 era Catalunya l'única regió espanyola ocupada en part per les tropes franceses, i el seu general Suchet cercà en la línia del Llobregat una defensa que li permetés sostenir-se amb els 30.000 homes que reunia, conservant les comunicacions amb Lleida, única plaça forta que li quedava al seu poder. Des de Molins de Rei, base de les seves operacions, i malgrat veure amenaçada la seva dreta per les forces des de Molins de Rey, base de les seves operacions, i malgrat veure amenaçada la seva dreta per les forces de Oliver-Copons es va dirigir la nit del 13 de setembre amb uns 8.000 a 10.000 homes contra les posicions de l'Ordal, ocupades pel coronel Adam, que manava l'avantguarda de l'exèrcit de lord Bentink, i tenia a les seves ordres uns 1.200 homes entre calabresos, suïssos, alemanys i anglesos, a més d'un esquadró de cavalleria i una bateria muntada, a les quals s'havia unit el dia 12 tres batallons i un esquadró espanyol, sumant en conjunt uns 3.000 homes. La posició de l'Ordal és forta si se l'ataca directament per la carretera, però pot ser envoltada per l'esquerra prenent el camí de Sant Sadurní, que també amenaça a Vilafranca, i per la dreta fent ús de les males sendes que aleshores existien entre l'Ordal i la costa.
L'atac nocturn dels francesos va sorprendre Adam, que havia rebut de la seva generals seguretats que no seria atacat en uns dies, i el seu flanc dret, constituït pels anglesos, va ser atropellat, sent ferit el mateix Adam, que va lliurar el comandament al coronel Torres. El centre, format pels calabresos, i l'esquerra, per les tropes espanyoles, van mantenir durant més d'una hora un combat rude amb forces superiors en nombre, rebutjant diversos assalts, tenint, per fi, que retrocedir davant la força brutal del nombre, dirigint-se uns a Vilafranca i els altres a Sant Sadurní. El 9 de setembre, les forces franceses manades per Suchet foren rebutjades per les catalanes del general Manso, que comptaven amb l'ajuda dels anglesos i calabresos manats per William Bentinck.

El comportament de les tropes espanyoles va ser tan brillant, que en adonar Bentinck a Wellington, li deia: 
| « | "'L'únic consol que puc oferir és el valor d'anglesos i espanyols; de la solidesa i valentia dels últims, tot oficial britànic parla en termes de la major admiració." | » |

La derrota va ser deguda a no pocs errors del general anglès "error, doncs, i no insignificant, diu l'historiador, va ser el de Bentinck en deixar-se arrabassar una part de les seves tropes, destacant el tercer exèrcit Ebre a dalt i al bloqueig de Tortosa, amb allò que va perdre la immensa superioritat de les seves forces respecte a les de Suchet; error el no haver estudiat la topografia del terreny, les avingudes, particularment, per on l'Ordal i la seva mateixa posició de Vilafranca podien ser atacades, flanquejades i fins i tot embolicades; i error, per altra banda, no haver depurat degudament la certesa de les notícies que se li donaven respecte a la força de l'enemic que tenia al davant i prestant fe a les menys probables. Tampoc sembla que s'hagués d'haver dipositat la confiança que va posar en el coronel Adam en establir-lo en una posició tan avançada a la seva, des de la qual no podia donar-li el seu suport com immediatament exigia l'activitat i l'hàbil del seu adversari Suchet.

## Conseqüències
Els francesos quatre dies més tard, en un nou atac, aconseguiren obrir-se pas i de retirar-se cap al nord. Després de la derrota d'Adam, Bentinck va abandonar Vilafranca i va tornar a Tarragona i va renunciar al comandament, però la victòria de Suchet no va salvar la posició francesa a Catalunya. Com que les seves tropes eren drenades constantment per defensar l'est de França, el mariscal es va veure obligat a retirar-se als Pirineus, deixant enrere diverses guarnicions, que foren retirades una per una fins que només Barcelona va quedar en mans franceses al final del conflicte.